# Menetia
Ne doit pas être confondu avec Mehetia.
Genre
Menetia est un genre de sauriens de la famille des Scincidae.

## Répartition
Les six espèces de ce genre sont endémiques d'Australie.

## Liste des espèces
Selon The Reptile Database (5 décembre 2014) :
- Menetia alanae Rankin, 1979
- Menetia amaura Storr, 1978
- Menetia concinna Sadlier, 1984
- Menetia greyii Gray, 1845
- Menetia maini Storr, 1976
- Menetia surda Storr, 1976

## Publication originale
- Gray, 1845 : Catalogue of the specimens of lizards in the collection of the British Museum, p. 1-289 (texte intégral).